# Martin Pospíšil
Martin Pospíšil, född 19 november 1999, är en slovakisk professionell ishockeyforward som är kontrakterad till Calgary Flames i National Hockey League (NHL) och spelar för Calgary Wranglers i American Hockey League (AHL).
Han har tidigare spelat för HC Košice i Extraliga; Stockton Heat i AHL samt Sioux City Musketeers i United States Hockey League (USHL).
Pospíšil draftades av Calgary Flames i fjärde rundan i 2018 års draft som 105:e spelare totalt.

## Statistik
| 2017–2018   | Sioux City Musketeers | USHL        | 49  | 8  | 29 | 37  | 253 | —  | — | — | — | — |
| 2018–2019   | Sioux City Musketeers | USHL        | 44  | 16 | 47 | 63  | 118 | 2  | 0 | 1 | 1 | 0 |
| 2019–2020   | Stockton Heat         | AHL         | 26  | 3  | 7  | 10  | 56  | —  | — | — | — | — |
| 2020–2021   | HC Košice             | Extraliga   | 22  | 9  | 8  | 17  | 102 | —  | — | — | — | — |
|             | Stockton Heat         | AHL         | 14  | 5  | 6  | 11  | 35  | —  | — | — | — | — |
| 2021–2022   | Stockton Heat         | AHL         | 47  | 7  | 18 | 25  | 95  | 11 | 2 | 4 | 6 | 6 |
| 2022–2023   | Calgary Wranglers     | AHL         | 20  | 4  | 6  | 10  | 24  | —  | — | — | — | — |
| 2023–2024   | Calgary Flames        | NHL         | 1   | 1  | 0  | 1   | 0   | —  | — | — | — | — |
|             | Calgary Wranglers     | AHL         | 6   | 3  | 3  | 6   | 6   | —  | — | — | — | — |
| NHL totalt  | NHL totalt            | NHL totalt  | 1   | 1  | 0  | 1   | 0   | —  | — | — | — | — |
| AHL totalt  | AHL totalt            | AHL totalt  | 113 | 22 | 40 | 62  | 216 | 11 | 2 | 4 | 6 | 6 |
| USHL totalt | USHL totalt           | USHL totalt | 93  | 24 | 76 | 100 | 371 | 2  | 0 | 1 | 1 | 0 |

### Internationellt
| Källa: Uppdaterad: 2023-11-05 | Källa: Uppdaterad: 2023-11-05 | Källa: Uppdaterad: 2023-11-05 |         | Utv = Utvisningsminuter | Utv = Utvisningsminuter | Utv = Utvisningsminuter | Utv = Utvisningsminuter | Utv = Utvisningsminuter |
| År                            | Lag                           | Mästerskap                    | Matcher | Mål                     | Assists                 | Poäng                   | Utv                     |                         |
| ----------------------------- | ----------------------------- | ----------------------------- | ------- | ----------------------- | ----------------------- | ----------------------- | ----------------------- | ----------------------- |
| 2017                          | Slovakien                     | U18-VM                        | 4       | 0                       | 0                       | 0                       | 0                       |                         |
| 2019                          | Slovakien                     | JVM                           | 5       | 0                       | 2                       | 2                       | 8                       |                         |
| Junior totalt                 | Junior totalt                 | Junior totalt                 | 9       | 0                       | 2                       | 2                       | 8                       |                         |